# مسابقات جهانی شنا (۲۵ متر) ۲۰۰۴
مسابقات جهانی شنا (۲۵ متر) ۲۰۰۴ یا مسابقات جهانی شنا کورس کوتاه از ۷ تا ۱۱ اکتبر ۲۰۰۴ میلادی در ایندیاناپولیس، ایالات متحده آمریکا برگزار شده است.

## جدول مدال‌ها
| رتبه. | کشور                | طلا | نقره | برنز | مجموع |
| ----- | ------------------- | --- | ---- | ---- | ----- |
| ۱     | ایالات متحده آمریکا | ۲۱  | ۱۰   | ۱۰   | ۴۱    |
| ۲     | استرالیا            | ۷   | ۱۵   | ۸    | ۳۰    |
| ۳     | بریتانیا            | ۲   | ۳    | ۰    | ۵     |
| ۴     | روسیه               | ۲   | ۰    | ۲    | ۴     |
| ۵     | سوئد                | ۱   | ۴    | ۴    | ۹     |
| ۶     | برزیل               | ۱   | ۱    | ۲    | ۴     |
| ۷     | آلمان               | ۱   | ۱    | ۱    | ۳     |
| ۸     | ژاپن                | ۱   | ۰    | ۱    | ۲     |
| ۸     | تونس                | ۱   | ۰    | ۱    | ۲     |
| ۸     | هلند                | ۱   | ۰    | ۱    | ۲     |
| ۸     | اسلواکی             | ۱   | ۰    | ۱    | ۲     |
| ۸     | اسلوونی             | ۱   | ۰    | ۱    | ۲     |
| ۹     | چین                 | ۰   | ۲    | ۱    | ۳     |
| ۱۰    | کانادا              | ۰   | ۱    | ۳    | ۴     |
| ۱۱    | رومانی              | ۰   | ۱    | ۱    | ۲     |
| ۱۲    | الجزایر             | ۰   | ۱    | ۰    | ۱     |
| ۱۲    | ایتالیا             | ۰   | ۱    | ۰    | ۱     |
| ۱۳    | قزاقستان            | ۰   | ۰    | ۲    | ۲     |
| ۱۴    | کرواسی              | ۰   | ۰    | ۱    | ۱     |
|       | مجموع               | ۴۰  | ۴۰   | ۴۰   | ۱۲۰   |